# Harkivi nemzetközi repülőtér
A Harkivi nemzetközi repülőtér (IATA: HRK, ICAO: UKHH) Ukrajna egyik nemzetközi repülőtere, amely Harkiv közelében található. Éves utasforgalma 962 500 fő (2018).

## Futópályák
A repülőtér futópályái:
- 07/25 (beton)

## Forgalom
Az utasforgalom az elmúlt években az alábbi módon változott:
| Utasok száma | 50 800 | 104 500 | 201 900 | 309 900 | 243 200 | 605 100 | 373 625 | 806 200 | 1 340 000 | 1 159 889 |
|              | 2002   | 2004    | 2006    | 2008    | 2010    | 2013    | 2015    | 2017    | 2019      | 2021      |